# Абдулла бин Нассер бин Халифа Аль Тани
Абдулла бин Нассер бин Халифа Аль Тани (араб. سعادة الشيخ عبدالله بن ناصر بن خليفة آل ثاني‎; род. 1959, по другим данным в 1965 году) — премьер-министр Катара с 26 июня 2013 по 28 января 2020 года. Будучи членом катарского правящего дома Аль Тани, он занимал пост государственного министра внутренних дел Катара с 2005 по 2013 год.

## Ранняя биография и образование
Шейх Абдулла — дальний родственник бывшего эмира Катара Хамада бин Халифы Аль Тани; он является сыном шейха Нассера бин Халифы Аль Тани. Согласно сайту правящего дома, шейх Абдулла — правнук Ахмеда бин Мухаммеда Аль Тани, таким образом имея общего предка, Мухаммеда бин Тани, Абдулла является троюродным братом бывшего эмира Хамада.
Шейх Абдулла окончил Военный колледж Дурхам (Великобритания) в 1984 году и получил степень бакалавра в области полицейских знаний. В 1995 году он также закончил Бейрутский арабский университет, получив степень бакалавра в области законодательства.

## Карьера
Поступив на военную службу в Катаре, он занял место патрульного офицера при отделении полиции по спасению в 1985 году. В 1989 году он поступил на должность офицера по обеспечению безопасности на стадионах в отделении полиции по столичной безопасности. Затем он стал помощником командира полицейского отделения по чрезвычайным ситуациям. Абдулла был назначен командиром бригады спецопераций специальных сил безопасности отдела полиции и командиром специального подразделения в составе специального отдела безопасности. 28 декабря 2001 года он стал помощником командира отделения специальных сил безопасности по спецоперациям. В сентябре 2004 года он был повышен до звания бригадного генерала.
После службы на различных должностях, 15 февраля 2005 года шейх Абдулла был назначен государственным министром внутренних дел Катара. Он был назван в качестве премьер-министра 26 июня 2013 года в результате перестановок в кабинете министров, заменив Хамада бен Джасима бен Джабера Аль Тани на этом посту. Одновременно он заменил по итогам всё тех же перестановок Абдуллу бин Халида Аль Тани на должности министра внутренних дел.

## Личная жизнь
Шейх Абдулла женат и имеет на данный момент 6 детей.

## Награды
- Орден Почётного легиона (19 ноября 2009, Франция)[10].
- именное огнестрельное оружие (9-мм пистолет «Форт-12» в наградном исполнении) — награждён указом президента Украины П. А. Порошенко № 68 от 16 марта 2018 года[11]
- и другие награды